# Кельтское возрождение

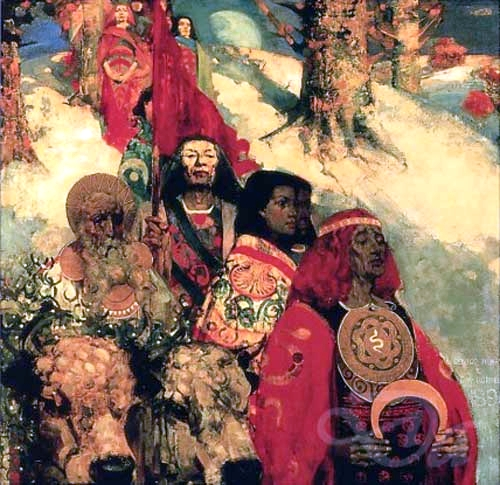
Эдвард Хорнел, «Шествие друидов за омелой» (холст, масло, ок. 1890)

Кельтское возрождение (англ. Celtic Revival), также Кельтские сумерки (англ. Celtic Twilight) — британское эстетическое движение XIX—XX веков, основанное на интересе к различным проявлениям кельтской культуры, истории, мифологии и фольклора. Важнейший вклад в движение внесли писатели, опиравшиеся на традиции ирландской, шотландской и валлийской литературы, и художники, обращавшиеся к стилю и методам раннесредневекового кельтского искусства. За пределами Британии наибольшую известность получило ирландское литературное возрождение, к которому относится творчество таких выдающихся писателей и поэтов, как Уильям Батлер Йейтс, лорд Дансени, Огаста Грегори, Джон Синг, Джордж Рассел, Эдвард Мартин и Элис Миллиган.
Кельтское возрождение возникло отчасти как реакция на модернизацию, особенно в Ирландии, где отношения между старинными обычаями и нововведениями оставались напряжёнными, а нация в целом, по словам Терри Иглтона, «так и не преодолела рубеж, отделяющий традицию от современности». «Старина» переосмыслялась в романтическом ключе, что нередко влекло за собой отступления от исторической достоверности и, в то же время, формировало мифопоэтические и символические образы прошлого в творчестве художников и литераторов.
Одним из наглядных последствий кельтского возрождения стало возвращение кельтского креста в практику монументального и погребального искусства во многих странах Западной Европы и Нового Света.

## История

### Конец XVII — середина XIX века
К концу XVII века благодаря таким историкам и любителям древностей, как Оуэн Джонс в Уэльсе и Чарльз О'Конор в Ирландии, набрали ход исследования в области гэльской и валлийской истории и культуры. Энтузиасты находили и публиковали ключевые памятники раннесредневековой письменности, привлекали внимание общественности к сохранившемуся материальному наследию, собирали и записывали образцы устного народного творчества.
Во второй половине XVIII — первой трети XIX веков валлийский антиквар и писатель Иоло Моргануг положил начало традиции горседов, которая, в свою очередь, породила движение неодруидизма.
В тот же период значительно, с началом эпохи романтизма, возрос интерес к гэльской культуре Шотландии. Этому способствовала широкая известность, которую получили «оссиановские» поэмы Джеймса Макферсона, исторические романы Вальтера Скотта и поэзия Томаса Мура. Увлечение гэльским фольклором и народной музыкой распространилось далеко за пределы Британии и отразилось в творчестве европейских писателей и композиторов (в частности, обработки шотландских народных песен создавал Людвиг ван Бетховен). В то же время укрепление кельтского национального сознания влекло за собой подъём националистических движений по всей Великобритании; особенно интенсивно эти процессы шли в Ирландии.

### Середина XIX — первая треть XX века

#### Ирландия

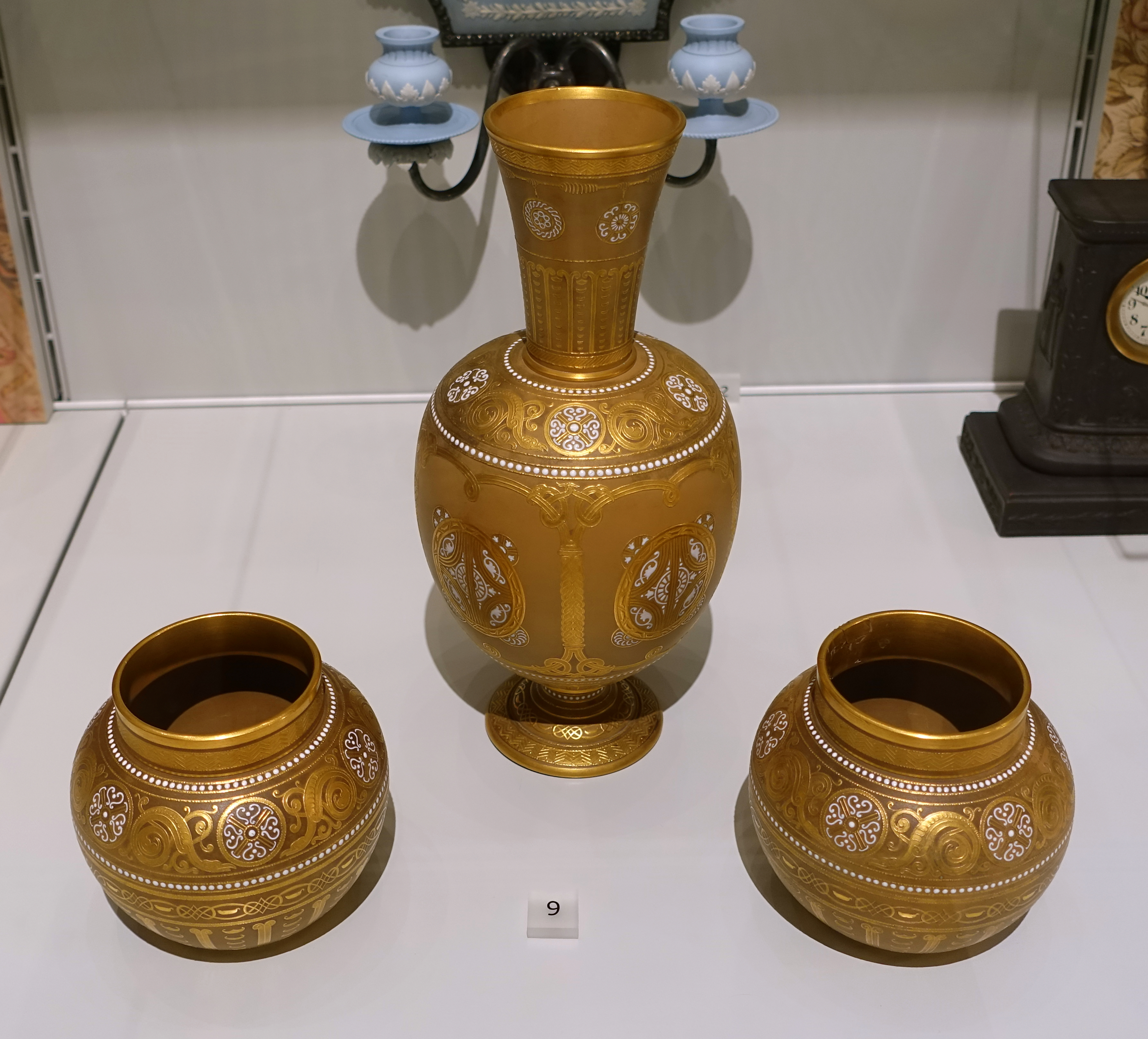
Вазы с кельтскими мотивами. Веджвуд, около 1900 года

В середине XIX века ирландский антиквар Сэмюэл Фергюсон и многие другие писатели и общественные деятели внесли большой вклад в популяризацию народных сказок и преданий. Одновременно развернулись археологические и исторические исследования, направленные на изучение местного наследия. Предпринимались попытки возродить национальную музыку. Вошло в моду орнаментальное кельтское искусство: после выхода в свет «Грамматики орнаментов» (1856) архитектора Оуэна Джонса кельтские мотивы начали активно использовать в живописи, графике, архитектуре и декоративно-прикладном искусстве.
Мода на кельтскую старину распространилась по всей Британии и достигла королевского двора: так, королева Виктория носила серебряные и золотые имитации орнаментированных кельтских фибул VII—IX веков, изготовленные в Дублине ювелирной компанией West & Son. В 1896—1898 годах рельефы с кельтскими орнаментами, разработанные художницей Мэри Фрэзер Тайтлер, были использованы в декоре надгробной часовни Уоттса в Комптоне (Суррей, Англия).
Деятели ирландского литературного возрождения опирались в своём творчестве на традиционную ирландскую культуру, фольклор и мифологию. Многие из них, в том числе Уильям Батлер Йейтс, Огаста Грегори, Джон Синг, Джордж Рассел и Шон О’Кейси, в той или иной мере участвовали в борьбе за политическую независимость Ирландии.

В 1892 году ирландский поэт, журналист и политический активист Чарльз Даффи писал:
«Группа молодых людей, которых по праву можно причислить к самым бескорыстным и щедрым душой за всю историю нации, усердно извлекали на свет наше забытое наследие, дабы озарить настоящее подлинными знаниями о прошлом и снова водрузить на пьедесталы поверженные статуи великих ирландцев, дабы вывести на чистую воду все злодеяния, что так долго оставались безнаказанными в силу всеобщего попустительства, и согреть сердца народа песнями доблести и надежды, подобными крепкому вину».
Одной из точек пересечения литературной и политической сфер был «Ан Стад» (ирл. An Stad, «Остановка») — ресторан при табачной лавке на Норт-Фредерик-стрит в Дублине, принадлежавший писателю Каталу Макгарвею (Cathal McGarvey). Завсегдатаями «Ан Стад» были не только знаменитые ирландские литераторы, такие как У. Б. Йейтс и Джеймс Джойс, но и лидеры националистического движения — Дуглас Хайд, Артур Гриффит и Майкл Коллинз. Все они были связаны с деятельностью ещё одного крупного центра литературного возрождения — Театром Аббатства, на сцене которого дебютировали многие ирландские драматурги того времени.

#### Шотландия
Во второй половине XIX — начале XX веков увидели свет работы шотландского учёного Джона Фрэнсиса Кэмпбелла: двуязычный четырёхтомник «Народные сказки Западного Хайленда» (1860—1862), «Книга фениев» (1872) и «Кельтский миф о драконе» (1911). К шотландскому фольклору, истории и кельтской мифологии обращались многие выдающиеся последователи эстетизма и движения искусств и ремёсел. Важнейшую роль в истории шотландского национального возрождения сыграли социолог и градостроитель Патрик Геддес (1854—1932), архитектор и дизайнер Роберт Лоример (1864—1929) и витражист Дуглас Страхан (1875—1950). В 1890-е годы Геддес организовал художественную школу в эдинбургском квартале Рэмси-гарден на Замковой скале. Руководителем школы стал один из самых влиятельных художников кельтского возрождения в Шотландии — Джон Дункан (1866—1945), создатель «кельтского» цикла фресок в Рэмси-гарден (1896), картин «Тристан и Изольда» (1912), «Святая Бригита» (1913) и многих других работ на кельтские темы. Дункан работал не только в Эдинбурге, но и в своём родном городе Данди и (в сотрудничестве с другими художниками, такими как Стюарт Кармайкл) превратил его в один из основных центров шотландского кельтского возрождения. Значительный вклад в кельтское движение внесла художница Феба Анна Треквер (1852—1936), также входившая в кружок Патрика Геддеса. На стыке ар-нуво, «искусств и ремёсел» и кельтского возрождения работал Арчибальд Нокс (1864—1933) — художник-дизайнер шотландского происхождения, живший на острове Мэн.

#### Международное движение
Кельтское возрождение распространилось далеко за пределы Британии. Средневековое кельтское искусство служило одним из источников вдохновения европейским и американским художникам-модернистам. В США кельтские орнаменты использовал дизайнер-витражист ирландского происхождения Томас Огастес О'Шонесси, работавший в стиле ар-нуво. В 1912—1922 годах он создал цикл «ирландских» витражей и трафаретов для внутреннего декора Старой церкви святого Патрика в Чикаго. На кельтских мотивах основывался архитектурный декор многих зданий, построенных по проектам чикагского архитектора Луиса Салливана — сына ирландского музыканта Патрика Салливана. В европейском искусстве влияние кельтского стиля испытал один из крупнейших представителей ар-нуво — чешский художник Альфонс Муха (в свою очередь оказавший влияние на О’Шонесси, который посещал лекции Мухи в Художественном институте Чикаго).